# 呉鉄城
呉 鉄城（ご てつじょう、繁: 吳 鐵城、1888年3月9日〈光緒14年正月27日〉 - 1953年〈民国42年〉11月19日）は中華民国の政治家・軍人。中国同盟会以来の革命派人士で、後に中国国民党、国民政府でも要職をつとめた。一般に国民党右派とみなされる。祖籍は広東省広州府香山県（現：中山市）。

## 事跡

### 同盟会の一員に
九江の大商人の家庭に生まれる。呉鉄城は幼い頃から英文を学び、九江同文書院に入学した。1909年（宣統元年）、九江に赴任してきた林森と知り合い友人となる。呉は林とともに革命派宣伝機関設立に活動し、自身も林の紹介で中国同盟会に加入した。
1911年（宣統3年）10月、武昌起義（辛亥革命）が勃発すると、呉鉄城も江西省の革命派蜂起に参加した。10月23日、革命派の江西軍政府が成立すると、呉は総参議に任ぜられ、軍事と関連する民政事務に責任を負った。11月、呉は林森とともに上海、南京に赴き、各省都督府代表会議に出席した。12月、孫文（孫中山）が帰国すると、呉はこれと対面し、祖籍が同郷であることから孫の側近として起用されている。

### 孫文の側近として
1913年（民国2年）、二次革命（第二革命）が勃発すると、江西都督の李烈鈞を訪れ、蜂起を促した。しかし二次革命は失敗に終わり、呉は日本に亡命した。このとき、明治大学に入学し、法律を学んでいる。翌年に孫文が中華革命党を組織すると、呉も率先してこれに加入した。以後は袁世凱打倒のために宣伝活動に従事し、1916年（民国5年）春に帰国して、香港やマカオで反袁活動を継続した。
1917年（民国6年）7月、孫文が護法運動を広州で開始すると、呉鉄城もこれに合流し、護法軍政府が成立すると大元帥府参軍に任ぜられる。1920年（民国9年）9月、討賊軍総指揮朱執信が暗殺されると、呉が代理総指揮に任ぜられ、広東軍の陳炯明・許崇智らと協力して反孫の旧広西派を駆逐した。1922年（民国11年）6月、陳が反孫のクーデターを起こすと、呉は民軍を組織して抵抗したが敗れて上海へ逃れた。以後も陳討伐のための活動を継続している。
1923年（民国12年）1月、孫文が陳炯明討伐を宣言すると、呉鉄城は許崇智と協力して福建省で東路討賊軍を組織し、呉は第1路軍総司令に任ぜられた。翌月、陳を駆逐して孫が広州で大元帥府を再建すると、呉は広州市で公安局長、省警務処長などをつとめた。
同年10月、中国国民党臨時中央執行委員に選ばれ、国民党の改組事務を担当したほか、警衛軍講武堂を設立して若年層の軍事訓練を請け負った（翌年5月、黄埔軍官学校に併合）。1924年（民国13年）9月、孫文の北伐に随従し大本営参軍長に任ぜられる。10月、商団事件が起こると、呉は警衛軍を率いてこれを鎮圧した。

### 親蔣派への転身

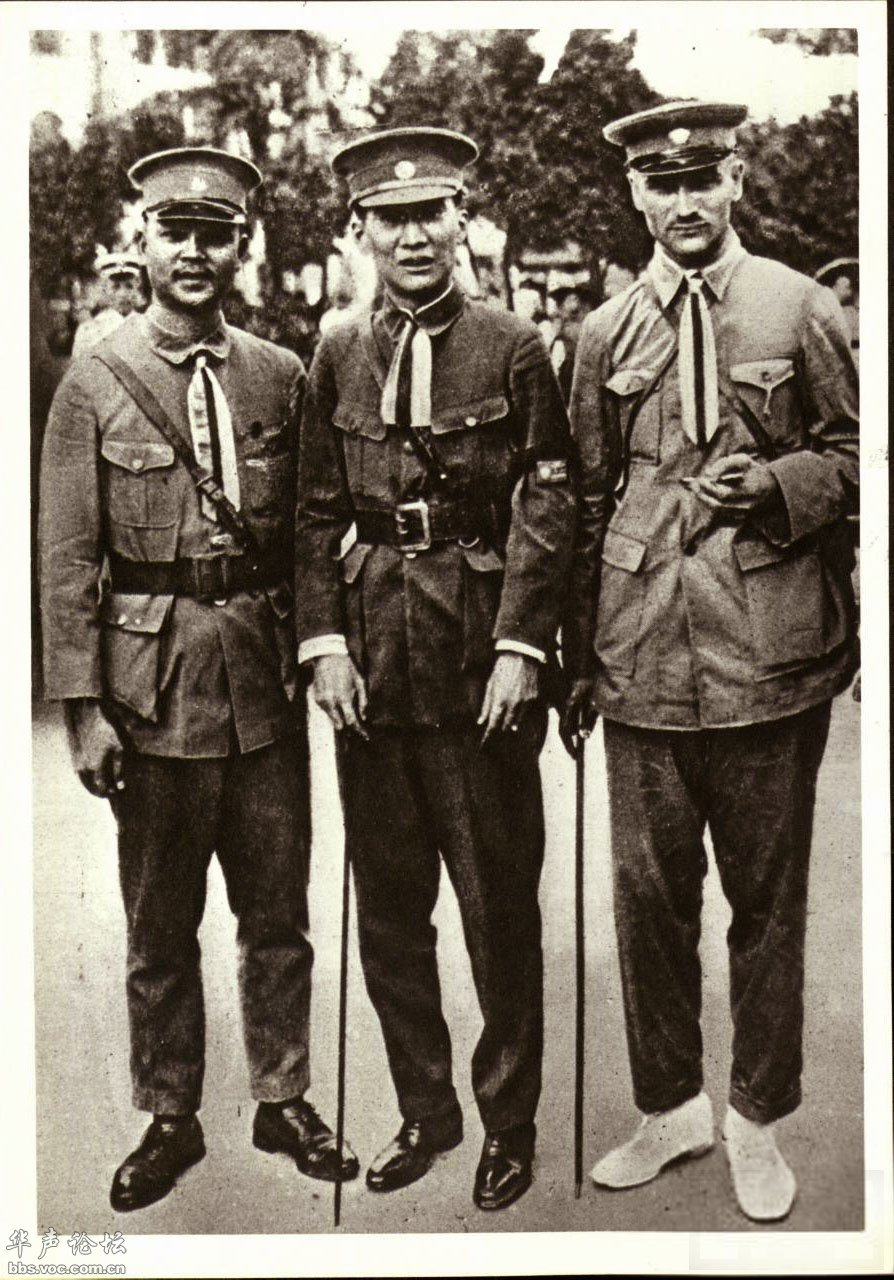
北伐の頃の呉(中央)

孫文の側近を長年つとめた呉鉄城だが、内心は聯共の三大政策に反対であったとされる。翌1925年（民国14年）3月に孫が逝去し、さらに8月、国民党左派の廖仲愷が暗殺される。このとき、呉は広州市公安局長の地位にあったにもかかわらずこれを防げず、しかも事前に廖に対する警備を薄くする指示を出していたことから、暗殺の主犯と疑われることになった。蔣介石は呉鉄城を公安局長から罷免すると、1926年5月にはこれを逮捕、収監してしまう。もっともこの蔣の行動は、国民党最高指導部における権力闘争として、広東派の汪兆銘・胡漢民一派粛清が狙いとされている。同年10月、ようやく呉は釈放された。
しかし、1927年（民国16年）4月12日に上海クーデター（四・一二政変）が勃発すると、呉鉄城は直ちに蔣介石支持を表明し、武漢国民政府の汪兆銘・孫科らにも合流を呼びかけた。同年6月、呉は広東省建設庁庁長に起用される。翌年秋、東北に派遣され、張学良に易幟を働きかけた。1929年（民国18年）、国民党中央執行委員に選出される。翌年5月、中原大戦が勃発すると、蔣介石に命じられて張の説得工作を担当し、これを蔣派に参戦させた。これにより呉は蔣の信任を得たという。1931年（民国20年）の寧粤分裂でも、西南派（粤派）の孫科らとの関係の深さにもかかわらず、呉は蔣派にとどまり、寧粤合流のために活動した（同年12月、満州事変の勃発のため、両派の大同団結がなった）。

### 第一次上海事変と日中戦争での活動

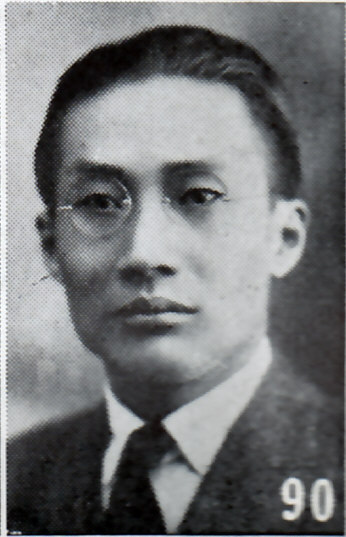
『最新支那要人伝』（1941年）より

1932年（民国21年）1月6日、呉鉄城は上海市長兼淞滬警備司令に任ぜられた。このとき、上海で日本軍との衝突が目前に迫っており、27日に駐上海領事から最後通牒を受けた呉は、抗日組織の取り締まりを開始し、日本側に謝罪を通知するなどした。しかし、結局は蔣光鼐・蔡廷鍇率いる第19路軍と日本軍との衝突が発生した（第一次上海事変、淞滬抗戦）。第19路軍は懸命に抗戦するも最後は撤退し、5月5日には上海停戦協定が結ばれた。この後も、呉は引き続き上海市長にとどまっている。
1937年（民国26年）3月、広東省政府主席に異動する。翌年10月、広州市は陥落し、連県に省政府を移転させた。翌年12月、省政府主席を免ぜられ、重慶に召還されている。以後、香港・マカオの国民党党務に従事し、1940年（民国29年）には党中央海外部長に任ぜられた。この際には、東南アジアを外遊し、華僑を相手に抗日宣伝を行い、資金提供を呼びかけている。翌年春、重慶に戻り、南洋華僑協会・国民外交協会理事長に任ぜられた。後には党中央秘書長もつとめている。

### 国共内戦以後
日中戦争終結後の1946年（民国35年）1月、呉鉄城は重慶で開催された政治協商会議（旧政協）に国民党代表として出席している。1948年（民国37年）11月、孫科が行政院長となると、その希望により呉は行政院副院長兼外交部長に任ぜられた。翌年1月、蔣介石が下野し、李宗仁が代理総統になり、中国共産党との和平交渉を開始すると、孫・呉はこれに反対し、まもなく辞任している。国共内戦で国民党が敗北すると、呉鉄城は台湾へ逃れ、総統府資政に任ぜられた。
1953年（民国42年）11月19日、台北市にて病没。享年66（満65歳）。

## 注
1. ↑  呉鉄城の死については、程思遠（李宗仁の部下）『李宗仁先生晩年』による異説がある。それによれば、友人の王世杰が事件により総統府秘書長を罷免される際に、呉が蔣に自発的辞任を認めるよう進言したところ、蔣の激しい叱責を受けてしまい、失意のあまり帰宅後に睡眠薬を大量に服用して死亡した、というものである。鄭則民「呉鉄城」36頁。